# Fourche
Fourche – francuski niszczyciel z okresu I wojny światowej. Jednostka typu Bouclier. Okręt wyposażony w cztery kotły parowe opalane ropą i turbiny parowe. W czasie I wojny światowej operował na Morzu Śródziemnym. 23 czerwca 1916 roku zatopiony w Cieśninie Otranto przez austro-węgierski okręt podwodny SM U-15.